# Здравко Стойнич
Здравко Стойнич (босн. Zdravko Stojnić, 13 квітня 1957, Сараєво, СФРЮ) — югославський та боснійський бобслеїст. Тричі брав участь у зимових Олімпійських іграх в 1984, 1992 та 1998 роках.